# Domain-Wall-Fermion
Domain-Wall-Fermionen bezeichnen eine spezielle Formulierung chiraler Fermionen in der Gittereichtheorie.
Die Idee der Domain-Wall-Fermionen geht auf einen Vorschlag von Kaplan zurück, der von Shamir zur numerischen Simulation weiterentwickelt wurde. Bei dieser Formulierung von Fermionen auf dem Gitter wird dieses um eine zusätzliche Dimension erweitert. Die Wirkung in den physikalischen Dimensionen entspricht im Wesentlichen der von Wilson-Fermionen. Durch die Kopplung an die zusätzliche Dimension wird erreicht, dass die fermionischen Zustände unterschiedlicher Chiralität an den Wänden der zusätzlichen Dimension separiert werden – sie fallen in der zusätzlichen Dimension exponentiell ab – und damit getrennt behandelt werden können. 
Domain-Wall-Fermionen stellen eine Möglichkeit dar, das im Nielsen-Ninomiya-Theorem beschriebene Problem bei der Erzeugung chiraler Teilchen in einer diskretisierten Version einer Feldtheorie zu umgehen.